# ذو اللسان الآمن
ذو اللسان الآمن (الاسم العلمي: Sooglossus)، جنس ضفادع من فصيلة ضفادع السيشل، أعطانها السيشل.

## الأنواع
يضم الجنس نوعان:
- ضفدع السيشل (Sooglossus sechellensis) (Boettger, 1896)
- ضفدع السيشل ثوماسيت (Sooglossus thomasseti) (Boulenger, 1909)